# 布加瓦區

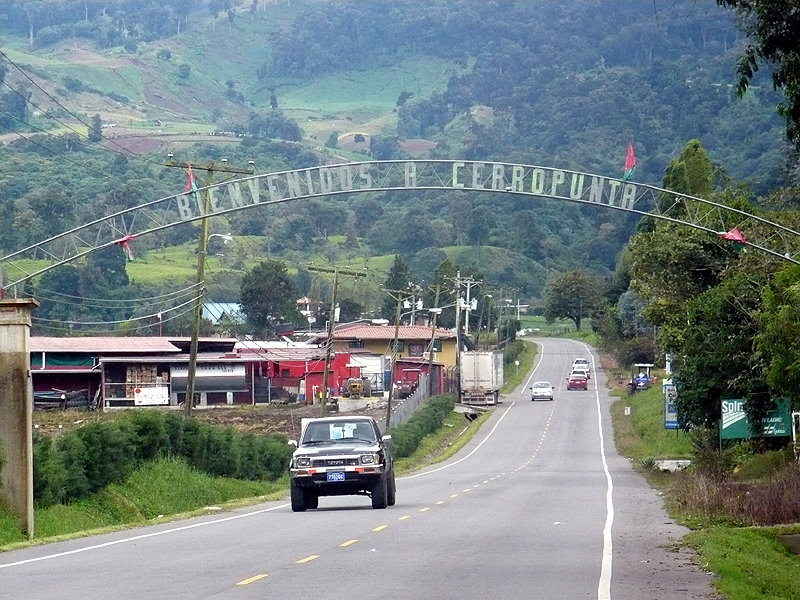

8°28′48″N 82°37′12″W / 8.48000°N 82.62000°W
布加瓦區（西班牙語：Distrito de Bugaba），是巴拿馬的一個行政區，位於該國西部，由奇里基省負責管轄，始建於1863年，面積879.9平方公里，2010年人口78,209，人口密度每平方公里88.88人。